# 16972 Neish
16972 Neish è un asteroide della fascia principale. Scoperto nel 1998, presenta un'orbita caratterizzata da un semiasse maggiore pari a 2,5392435 UA e da un'eccentricità di 0,1827444, inclinata di 9,76947° rispetto all'eclittica.